# Sicherheitserziehung
Sicherheitserziehung ist die pädagogische Einflussnahme auf das Gefährdungsbewusstsein eines Edukanden und die Förderung seiner Risikokompetenz mit der Absicht, ihn in die Lage zu versetzen, mögliche Schädigungen an Leib, Leben oder Eigentum vorhersehen und selbstständig in Grenzen halten zu können.

## Begriff
Sicherheitserziehung ist eine wesentliche Komponente in dem Komplex von Maßnahmen, welche die Unversehrtheit und das Wohlbefinden eines Individuums gewährleisten sollen. Sie basiert auf den Erkenntnissen der verschiedene Disziplinen übergreifenden Risikoforschung. Dabei ist zwischen äußerer und innerer, passiver und aktiver Sicherheit zu unterscheiden. Während die äußere Sicherheit vor allem die körperliche Unversehrtheit, das Vermeiden von Unfällen, betrifft, zielt die innere Sicherheitsfindung mehr auf das psychische und subjektive Sicherheitsempfinden ab. Beide werden in Form eines Kompetenzgewinns mit der Sicherheitserziehung angestrebt. Passive Sicherung wird Bedrohten durch von anderen erbrachte Schutzvorkehrungen zur Verfügung gestellt, etwa durch Baumaßnahmen und Regelvorgaben. Sie sollen Gefahrensituationen entschärfen und besser bewältigen helfen. Das sind im öffentlichen Bereich beispielsweise Abgrenzungen und Warnhinweise an Starkstromstellen und Bahnübergängen oder Zebrastreifen, Ampeln und Fußgängerbrücken im Straßenverkehr. Es sind Hilfen zur Selbsthilfe. Aktive Sicherung bezeichnet hingegen die reine Eigenleistung in Form einer Selbstsicherung. Sie bedarf des persönlichen Zutuns und steht als bedeutendste Komponente im Zentrum aller Bemühungen der Sicherheitserziehung. Es handelt sich um den Erwerb eines selbstbestimmten Sicherheits- und Risikomanagements. Dieses umfasst sämtliche Maßnahmen zur systematischen Erkennung, Analyse, Bewertung, Überwachung und Kontrolle von Risiken und muss gelernt werden.
Wie schon der Begriff ‚Sicherheit’ angesichts der risikotypischen zahlreichen Unwägbarkeiten und Fehlbarkeiten nur einen relativen Zustand der Gefahrenfreiheit markiert und keinen absoluten Schutz bedeuten kann, so ist auch ‚Sicherheits-Erziehung’, wie jede Form der Erziehung, nur als Hilfe zur Reduzierung von Gefährdungen und Lebensrisiken zu verstehen.

## Entwicklungsbedingte Voraussetzungen
Ausgangspunkt für jede Sicherheitserziehung ist das Faktum von Gefährdungen und die Erfahrung, dass das Bereitstellen passiver Sicherungsmaßnahmen in vielen Situationen des Alltags nicht ausreicht, den gewünschten Schutz zu gewährleisten. Es muss die Kenntnis dieser Sicherungsangebote vorhanden, ihre sinnvolle Nutzung begriffen und ein sicherheitsbewusstes Verhalten trainiert werden. Dies erfolgt in einem allmählichen Lern- und Erfahrungsprozess, der sich nur bedingt mit dem steigenden Lebensalter parallelisieren lässt, da weitere Komponenten wie Lernfreude, Intelligenz und eine professionelle Sicherheitserziehung die Entwicklung zu einem funktionierenden Umgang mit Gefahrenmomenten entweder bremsen oder aber befördern können. Das Wachsen des Gefahrenbewusstseins hängt entscheidend von den Erfahrungsmöglichkeiten des Kindes und einer kompetenten Wagniserziehung ab. Die Entwicklungspsychologie liefert dazu lediglich Richtwerte:
Das Kleinkind verfügt bis zum Alter von etwa 4 Jahren noch über kein Gefahrenbewusstsein. Es vertraut meist grenzenlos und hat einen hohen passiven Schutzbedarf.
Vorschulkinder und Schulanfänger im Alter von 4 bis 6 Jahren erkennen bereits bedingt Gefahren und werden sich der eigenen Verletzbarkeit zunehmend bewusster. Neugier und Entdeckerdrang als naturgegebene Entwicklungsimpulse halten aber oft nicht Schritt mit einem sicherheitsorientierten Verhalten. So steigen wagemutige Kinder bisweilen immer höher in die Äste eines Baumes, verzagen aber anschließend angesichts des Blicks in die Tiefe vor dem Abstieg.
Im Stadium der Vollkindheit zwischen dem 7. und 13. Lebensjahr gelingt es nach entsprechenden Eigenerfahrungen und einer wirksamen Sicherheitserziehung zunehmend, vorausschauend Gefahren zu erkennen und Vorkehrungen zu treffen, diese zu vermeiden oder zumindest abzumildern. Aufgrund der noch instabilen Eigenorientierung kann es jedoch passieren, dass die sozial-emotionalen Kräfte die kognitiven überspielen und beispielsweise im verführerischen Mitzieheffekt einer Peergroup eine rote Ampel überquert oder der Aufstieg auf das Dreimeterbrett gewagt wird, für den man eigentlich noch nicht genügend vorbereitet ist.
In der Phase der Spätkindheit und des beginnenden Jugendlichenalters von 14 bis 16 Jahren sollten das Gefahrenbewusstsein und die Risikokompetenz dann so weit entwickelt sein, dass zumindest im normalen Lebensumfeld bereits selbstverantwortlich risikobewusst entschieden und gehandelt werden kann. Doch auch in diesem und den nächsten Altersabschnitten können immer wieder temporäre Störfaktoren wie ein übermütiges Abenteuerbedürfnis, Selbstüberschätzung, Spaß an der Geschwindigkeit oder Lust, über die Kraft eines  motorisierten Fahrzeugs zu verfügen, kontraproduktiv auf die Risikoeinschätzung einwirken. Im Zuge solcher Lustgefühle oder durch gruppendynamische Prozesse provozierte übertriebene Mutproben kann es angesichts des noch wenig fundierten Wagnismanagements zum Ausblenden der eigenen Verletzlichkeit, zur Fehleinschätzung der eigenen Grenzen und einer daraus resultierenden fehlerhaften Risikoabwägung mit fatalen Folgen kommen.

## Ziele und Lehrinhalte
Gefahrenbewusstsein zur vorausschauenden Risikominimierung ist nicht angeboren, sondern braucht entsprechende Erfahrungen. Diese wachsen mit zunehmendem Alter allmählich, wobei eine sachgerechte Unterstützung von Vorteil ist. Sicherheitserziehung versteht sich als Erziehung zur Eigenverantwortung: Sicherheitserziehung dient der Befähigung zu einer aktiven Vermeidung von Unfällen und der Festigung eines entsprechenden Selbstbewusstseins auf der Basis von Kompetenzgewinn und reflektiertem Verhalten. Sie versetzt in die Lage, risikohaltige Situationen zu erkennen, zu analysieren und zu beurteilen und vermittelt dazu entsprechende sicherheitstechnische Maßnahmen, um dem Gefahrenpotenzial erfolgreich begegnen zu können, beispielsweise auf dem Weg zur Schule.
Bei der Erziehung zu einem risikobewussten Verhalten handelt es sich um eine Querschnittsaufgabe öffentlicher Bildung, die den Heranwachsenden durch alle Erziehungsinstanzen, von der frühen Kindheit bis zum selbstbestimmten Erwachsenenalter, begleiten sollte. Sie erhält je nach Risikopotenzial in den unterschiedlichen Lebensbereichen und Fachdisziplinen eine unterschiedliche Bedeutung und ein anderes Anspruchsprofil. So sind beispielsweise der Sport, der Verkehr oder die Technik besonders gefahrenträchtige Bereiche mit jeweils eigenen fachspezifischen Sicherungsmaßnahmen, die es anzueignen gilt.

## Beispielbereiche

### Alltagserziehung
Menschen werden in den verschiedensten Lebensbereichen ihres Alltags mit Gefahren konfrontiert. Sie begegnen im Haushalt, in der Werkstatt, im Verkehr, im Sport. Das spezielle Gefahrenpotenzial muss entsprechend erkannt und der sichere Umgang damit möglichst früh und schädigungsfrei gelernt werden.  Dazu lassen sich zahlreiche Beispiele aufführen:
- Umgang mit Geräten und Einrichtungen in Haushalt und Werkstatt

Schädigungsmöglichkeiten ergeben sich aus einer ungeschickten Handhabung von spitzen und scharfen Gegenständen und Instrumenten wie Messern oder Scheren. Sie erwachsen aus einem unbedachten Umgang mit Feuer oder elektrischen Stromanschlüssen, aus Kabelfallen, instabil aufgestellten Leitern oder scharfkantigem Mobiliar.
- Umgang mit Tieren wie Katzen, Hunden oder Pferden

Auch von vertrauten Haustieren können bestimmte Risiken ausgehen, wenn man sie falsch behandelt. Sie bleiben unberechenbar, wenn man sie ärgert, beim Fressen stört, erschreckt oder ihre Jungen berührt. Es muss gelernt werden, ihre Körpersprache zu verstehen, ihren Jagdinstinkt nicht zu reizen, den Drang zur Revierverteidigung zu respektieren.
- Verhalten in Auto, Verkehr und öffentlichen Verkehrsmitteln

Es gilt zu lernen, im Verkehrsleben bestimmte Sicherheitsregeln zu kennen und einzuhalten, wie sich beim Autofahren anzuschnallen, beim Radfahren einen Helm zu tragen, als Fußgänger Verkehrshilfen wie Zebrastreifen und Fußgängerbrücken zu benutzen oder in öffentlichen Verkehrsmitteln einen sicheren Stand einzunehmen.
- Verhalten am Wasser

Frühzeitiges Schwimmenlernen ist die beste Voraussetzung, sich im Bereich von Gewässern und im Wasser sicher bewegen zu können. Die angebotenen Kurse von Schulen, DLRG und anderen Institutionen bieten dabei die Gelegenheit, sich gleichzeitig mit den unverzichtbaren Baderegeln vertraut zu machen, wie etwa, nur nach vorheriger Abkühlung in ein Gewässer zu springen und sich zunächst über die ausreichende Wassertiefe zu informieren.
- Umgang mit Krankheitserregern

Im täglichen Leben lassen sich Verletzungen aufgrund einer Unachtsamkeit oder eines Missgeschicks nicht immer vermeiden. Sie sollten angemessen behandelt werden. Dazu zählt vor allem der richtige Umgang mit offenen Wunden. Aber auch das Anfassen von Tieren oder das Berühren von verschmutzten Materialien und Gegenständen bedarf, vor allem im Hinblick auf anschließende Kontakte mit sensiblen Körperstellen, geeigneter Hygienemaßnahmen.

### Erlebnispädagogik
Die Erlebnispädagogik ist ein Erziehungsbereich, der sich in schulischen wie außerschulischen  Bereichen dem Lernen von Eigenverantwortung in Gefahrensituationen stellt. Transportmittel der Motivation ist das Erleben von Abenteuern, die es aus eigener Kraft und im Team mit Gleichgesinnten zu bewältigen gilt.
Bildungsziel ist das Wachsen und Ausreifen der Persönlichkeit an selbst gewählten schwierigen Aufgaben, bei denen der verantwortlichen Selbstsicherung eine wesentliche Rolle zukommt.

### Sporterziehung
Die intensive physische und psychische, oft bis an die Leistungsgrenzen gehende Beanspruchung des Sporttreibenden sowie die Gefährdung durch Sportgeräte, mit denen es der Sportler zu tun hat, enthalten hohe Verletzungsrisiken. So gehören sportartspezifische Sicherungsmaßnahmen bereits im Schul- und Vereinssport, vermehrt aber im Hochleistungs- und Wagnissport zum obligatorischen Ausbildungsrepertoire. Da das Gerätturnen schon in seinem Geräteaufbau Gefahrenquellen bergen kann, sind dabei bestimmte Sicherungsmaßnahmen vorzunehmen. Für den aktiven Turnbetrieb müssen die erforderlichen Halte-, Helfer und Sicherungsgriffe eingeübt werden.
In der Leichtathletik muss ein unfallfreier Umgang mit Sportgeräten wie Kugel, Speer oder Diskus gewährleistet sein. In den Sportspielen lernen schon die Grundschüler, verletzungsträchtige Gegenstände wie Uhren, Ketten oder Kleidungsstücke abzulegen und andere gefährdende Handlungen zu vermeiden. In Wagnissportarten wie dem Gleitschirmfliegen oder Hängegleiten sind eine Sicherheitsausrüstung (Rettungssystem, Helm etc.) sowie die Durchführung eines sogenannten Vorstartcheck verpflichtende Sicherheitsvorkehrungen. Es gilt die Regel, Gefahrenquellen zu erkennen, vermeidbare Unfälle durch eine sportartspezifische Sicherheitsausbildung auszuschließen und unvermeidliche durch entsprechende Sicherheitsvorkehrungen auf ein Minimum zu begrenzen und zu entschärfen.

### Verkehrserziehung
Der öffentliche Verkehr ist ein Gefährdungsraum für alle sich in ihm bewegende Personen. Entsprechend hat sich mit der Verkehrspädagogik eine wissenschaftliche Disziplin entwickelt, die das eigenverantwortliche sichere Bewegen in diesem elementaren Lebensbereich schon früh zu ihrem speziellen Aufgabenbereich gemacht hat. Dazu wurden an das wachsende Verkehrsaufkommen angepasste passive und aktive Maßnahmen zur Förderung der sicheren Verkehrsteilnahme entwickelt. Der systematisch aufgebaute Lernprozess zum selbstaktiven sicheren Verkehrsteilnehmer beginnt  mit der Fußgängerausbildung im Vorschul- und Schuleingangsalter und zielt nach und nach auf der Erwerb immer anspruchsvoller werdender Leistungsnachweise wie dem Fußgängerdiplom, der Radfahrlizenz und den Führerscheinen für die motorisierte Verkehrsbeteiligung. Die Möglichkeit sogenannter Verkehrssicherheitstrainings auf dafür bereitgestellten Fahrsicherheitsanlagen ist dabei ein freiwilliges Nachfolgeangebot der Verkehrserziehung für Jugendliche und Erwachsene.

### Technikerziehung
Der Umgang mit Werkzeug, Maschinen und elektrischen Anlagen bedarf einer gründlichen Einweisung und ist mit dem Arbeitsfeld „Schützen und Sichern“ ein wesentlicher Lernbereich der Technikdidaktik: Gefahrensymbole in der Werkstatt und am Werkzeug sind zu kennen und zu beachten. Zur Vermeidung von Stromunfällen gelten im Technikunterricht die sogenannten „fünf Sicherheitsregeln für das Arbeiten an elektrischen Anlagen“: Freischalten – Gegen Wiedereinschalten sichern – Spannungsfreiheit feststellen –Erden und Kurzschließen – Benachbarte, unter Spannung stehende Teile abdecken oder abschranken.

## Methoden
Die Sicherheitswissenschaften sind der Forschungsbereich, der sich grundsätzlich und disziplinübergreifend mit der methodischen und systematischen Analyse und Kontrolle von Risiken befasst, mit dem Ziel, die Häufigkeit und Schwere von Schäden und Verlusten zu verringern. Unabhängig davon hat jeder Gefahrenbereich seine eigene Gefahrenlehre entwickelt und stellt mit ihr auch die geeigneten Methoden zur Risikodämpfung zur Verfügung.
Die Methode „Versuch-und-Irrtum“ ist ein zwar äußerst wirkungsvoller, aber auch schadenträchtiger Weg des Lernens im Risikobereich und daher nur bei harmloseren Schadenserwartungen vertretbar. Diese Form des Lernens findet sich am häufigsten
als eigenständige Erfahrungssammlung in sogenannten autodidaktischen Lernprozessen, etwa bei den Mutproben Heranwachsender. Um das Gefährdungspotenzial überschaubar zu halten, sollte das Aneignen eines angemessenen Risikomanagements jedoch möglichst unter professioneller Begleitung eines in dem jeweiligen Bereich erfahrenen Vermittlers erfolgen. Die Risikobegegnung unter didaktischer Anleitung hat den Vorteil einer schadensärmeren und schnelleren Aneignung von Risikokompetenzen: Als geeignete Methoden gelten dafür beispielsweise das „Lernen durch Einsicht“, das „Lernen am Beispiel“ in Form des Vor- und Nachmachens oder die „Risikoannäherung in kleinen Schritten“. Der Lernprozess und die Risikoerfahrungen sollten dem Alter und Entwicklungsstand der Kinder entsprechen und immer auf freiwilliger Basis erfolgen. Es geht darum, herausfordernde Aufgabenstellungen anzubieten und eigenständige Lösungsversuche zu provozieren. Dabei
sollte gelten, mit einer Vielfalt an Bewährungsmöglichkeiten jedes Kind seinen eigenen, seinem jeweiligen Charakterprofil zugänglichen Ansatz finden zu lassen. Ziel ist es, Unsicherheiten durch Kompetenzgewinn nach und nach aus eigener Kraft in Sicherheiten zu verwandeln.

## Sicherheit und Wagnis
Der Sicherheitsaspekt hat einen besonders hohen Stellenwert in Gesellschaften und Gruppierungen, die von einem übermächtigen Gefährdungsgefühl betroffen und von einem entsprechend starken Angstpegel geprägt sind. Bei ihnen bewegt sich das Denken vorrangig in Richtung Risikovermeidung. Risikohandeln wird hier häufig mit einer negativen Bewertung verbunden. Im heutigen Gesellschaftsbild zeigt sich diese Mentalität beispielsweise im Phänomen der Überbehütung der Heranwachsenden (englisch overprotection) durch sogenannte Helikopter-Eltern, in der Erscheinung  Verwöhnende Erziehung, die zu wenig fordert und kaum Eigeninitiative zulässt, oder in der verbreiteten Praxis des Elterntaxi.
Diese Einstellung konterkariert eine effektive Sicherheitserziehung und gilt unter der Zielsetzung, mehr Sicherheit zu schaffen, in der Forschung der unterschiedlichsten Disziplinen als kontraproduktiv:
So wies der Erziehungswissenschaftler Hermann Röhrs in seinem Standardwerk „Bildung als Wagnis und Bewährung“ schon 1966 darauf hin, dass eine lebensnahe Erziehung das eigenständige Bewältigen von Unsicherheiten zu einem Kernthema machen müsse. Die Wirtschaftspsychologen Badke-Schaub, Hofinger und Lauche  betonen für das Funktionieren der Wirtschaft die Notwendigkeit der Ausbildung einer Mentalität, die „sicheres Handeln in Risikobranchen“ ermöglicht. Der Verhaltenssoziologe Felix von Cube plädiert nach den Ergebnissen seiner Forschungsarbeiten für eine Pädagogik, die durch Fordern fördert und dabei risikohaltiges Handeln und Gefahrenumgang mit einschließt. Der Experimentalpsychologe Siegbert A. Warwitz weist darauf hin, dass über erfolgreich bestandene Wagnisse ein höheres Sicherheitsniveau erreicht werden kann und wirbt entsprechend für eine Wagniserziehung und eine Ablösung der aktive Entwicklungen und Grenzsprengungen verhindernden „Bewahr-Pädagogik“ durch eine kreative „Bewähr-Pädagogik“:
Verhaltenspsychologie und Wagnisforschung kommen zu dem gleichen Ergebnis, dass der Wagnisbereite gegenüber dem Wagnisenthaltsamen erheblich höhere Sicherheitsstandards erreicht. Der Erwerb von Sicherheitskompetenz und das Erreichen eines hohen Sicherheitsniveaus muss allerdings unter Inkaufnehmen gewisser Risiken aktiv erarbeitet werden. Reflektierte Sicherheitserziehung versucht nicht, das Eingehen von Risiken möglichst zu vermeiden, sondern konfrontiert gezielt, aber dosiert mit Gefahrenpotenzial, um beim Gefahrenmanagement zu lernen. Die Schädigungsmöglichkeiten sind dabei in vertretbaren Grenzen zu halten.